# 1. ročník udílení AACTA International Awards
1. ročník udílení AACTA International Awards se konal 27. ledna 2012 v Los Angeles.

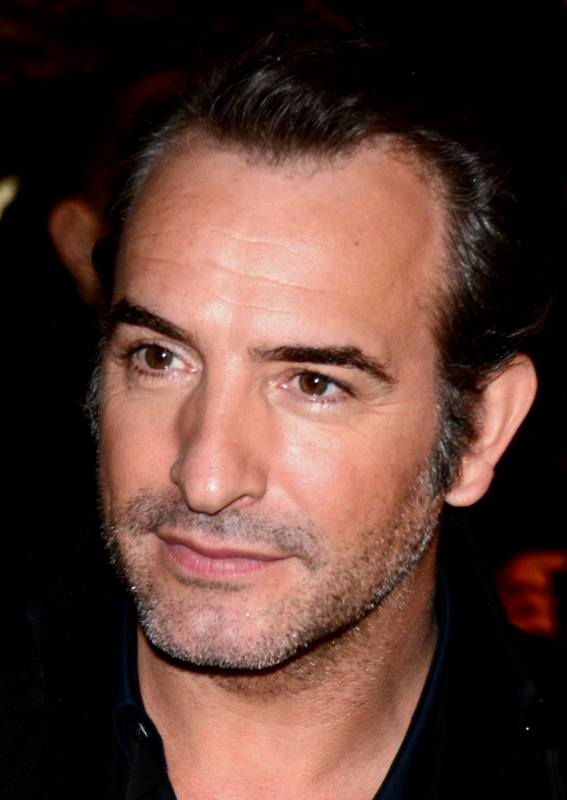
Jean Dujardin, vítěz v kategorii nejlepší mužský herecký výkon v hlavní roli

## Vítězové a nominovaní
Tučně jsou označeni vítězové.
| Nejlepší film | Nejlepší režisér |
| --- | --- |

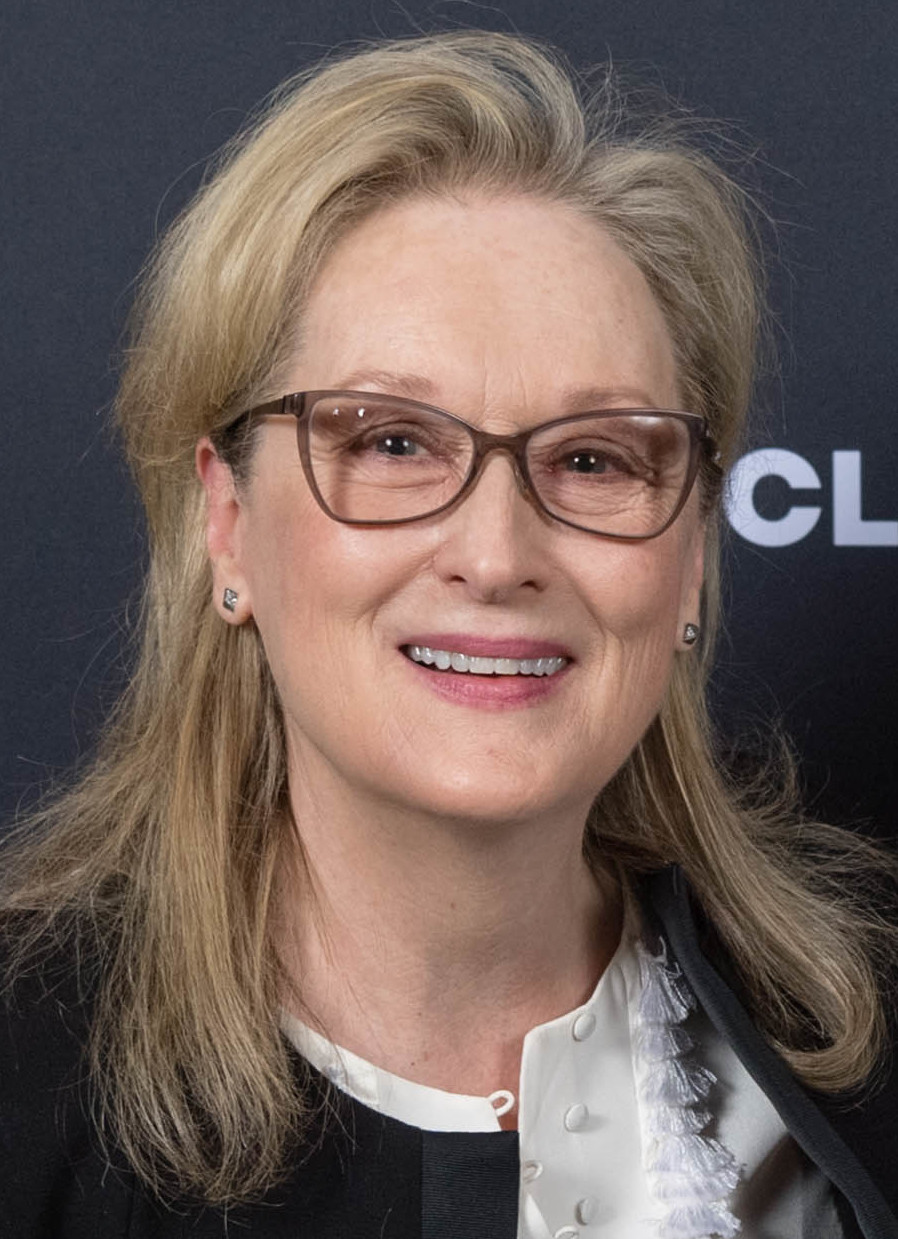
Meryl Streep, vítězka v kategorii nejlepší ženský herecký výkon v hlavní roli

| Umělec - Děti moje - Hugo a jeho velký objev - Půlnoc v Paříži - Den zrady - Moneyball - Margin Call - Melancholia - Strom života - Musíme si promluvit o Kevinovi | Michel Hazanavicius – Umělec - Woody Allen – Půlnoc v Paříži - J. C. Chandor – Margin Call - Terrence Malick – Strom života - Nicolas Winding Refn – Drive - Martin Scorsese – Hugo a jeho velký objev - Lynne Ramsay – Musíme si promluvit o Kevinovi - Lars von Trier – Melancholia |
| Nejlepší mužský herecký výkon v hlavní roli | Nejlepší ženský herecký výkon v hlavní roli |
| Jean Dujardin – Umělec - George Clooney – Děti moje - Leonardo DiCaprio – J. Edgar - Michael Fassbender – Stud - Ryan Gosling – Drive - Brad Pitt – Moneyball | Meryl Streep – Železná lady - Glenn Close – Albert Nobbs - Kirsten Dunst – Melancholia - Tilda Swinton – Musíme si promluvit o Kevinovi - Mia Wasikowska – Jane Eyerová - Michelle Williamsová – Můj týden s Marilyn                                                                  |
| Nejlepší scénář | |
| George Clooney, Grant Heslov a Beau Willimon – Den zrady (remíza) - J. C. Chandor – Margin Call (remíza) - Woody Allen – Půlnoc v Paříži - Alexander Payne, Nat Faxon a Jim Rash – Děti moje - Michel Hazanavicius – Umělec - Lars von Trier – Melancholia - Steven Zaillian, Aaron Sorkin a Stan Chervin – Moneyball - Lynne Ramsay a Rory Kinnear – Musíme si promluvit o Kevinovi | |

## Další
- 18. ročník udílení Screen Actors Guild Awards
- 17. ročník udílení Critics' Choice Movie Awards
- 65. ročník udílení Filmových cen Britské akademie
- 69. ročník udílení Zlatých glóbů
- 84. ročník udílení Oscarů